# Long Beach (Washington)
Long Beach è una città degli Stati Uniti d'America, situata nello Stato di Washington e in particolare nella Contea di Pacific.